# کساوروو (استان اشوی‌داشکسیه)
کساوروو (به لهستانی: Ksawerów) یک منطقهٔ مسکونی در لهستان است که در گمینا جاووشتسه واقع شده‌است.